# Albert Wolff (journalist)
Albert Wolff, ursprungligen Abraham Wolff, född den 31 december 1825 i Köln, död den 22 december 1891 i Paris, var en fransk journalist, farbror till Pierre Wolff.
Wolff, som var av tysk börd, sattes vid unga år i handelslära i Paris, studerade sedermera vid universitetet i Bonn och skrev skämtsamma skildringar, delvis med illustrationer av hans egen hand, varefter han försökte sig med noveller och barnböcker (fortfarande på tyska). År 1857 kom han till Paris för att referera årets salong och kvarstannade där för alltid. 
Efter en tid ingick han som medarbetare i Le Figaro och Le Charivari och skrev under en följd av år regelbundet i Le Figaro och Événement krönikor, teater- och konstkritiker, reseskisser med mera. Han tillägnade sig i grund parisarnas uttryckssätt och hans lediga, blixtrande kåserier stod högt i kurs. 
Efter kriget 1870-71 lät Wolff naturalisera sig i Frankrike. Bland hans i bokform utgivna skrifter märks Mémoires du boulevard (1866), Les deux empereurs (1871) och Le Tyrol et la Carinthie (1872). I yngre år författade han lustspel i samarbete med Rochefort, Gondinet med flera.